# Udbyhøj
Udbyhøj er en landsby på det nordlige Djursland, beliggende på sydsiden af Randers Fjords udmunding i Kattegat. Én af to færger over Randers Fjord sejler fra Udbyhøj Syd til Udbyhøj Vasehuse på nordsiden af fjorden. Der er tale om en kabelfærge. Den anden færge, Ragna, længere inde i fjorden, med plads til  3-4 biler, sejler mellem Voer og Mellerup. Lodsen på Randers Fjord har hjemsted her. 
Landsbyen kaldes også Udbyhøj Syd for at mindske forveksling med Udbyhøj Vasehuse, der ligger umiddelbart nord for fjordens udmunding. 
Udbyhøj ligger i Norddjurs Kommune og tilhører Region Midtjylland. Der er under 200 indbyggere i landsbyen.

## Galleri
- Udbyhøj færgested i 1800-tallet.
- Kabelfærge, Udbyhøj Kabelfærge.
- Den gamle træfærge M/F Udbyhøj.
- Udby Kirke er en velproportioneret kirke, der også fungerer som sømærke for indsejlingen til Randers Fjord.